# Arthur Wienkoop

Arthur Wienkoop, um 1910

Arthur Carl Georg Wienkoop (* 28. August 1864 in Bitterfeld; † 8. Oktober 1941 in Rengersbrunn) war ein deutscher Architekt, er wirkte als Professor und Direktor an der Landesbaugewerkschule in Darmstadt.

## Leben
Wienkoop studierte ab 1884 an der Technischen Hochschule Karlsruhe, wo er Mitglied der Studentenverbindung Corps Saxonia wurde, und an der Technischen Hochschule Braunschweig. 1907 wurde er Professor an der Landesbaugewerkschule Darmstadt. Wienkoop war Direktor der Landesbaugewerkschule bis zu seiner Pensionierung 1930.
Wienkoop entwarf zahlreiche Villen und Arbeiterhäuser. Zur Hessischen Landesausstellung 1908 baute er neben Georg Metzendorf und anderen Architekten Musterhäuser für eine Kleinwohnungskolonie auf der Mathildenhöhe. Für Kaiser Wilhelm II., der in England Hausbaupläne kaufte und das Schloss Cecilienhof in Potsdam für den Kronprinzen und dessen Familie im englischen Landhausstil errichten ließ, kommentierte er Publikationen, um einen qualitativ besseren Hausbau in Deutschland zu befördern. Das Landhaus sollte das zeitgemäße Bindeglied zwischen Bauernhaus und Villa sein; befreit von romanischem, gotischem, Renaissance- und Barockstil. Wienkoop polemisierte in seinen Veröffentlichungen häufig gegen den Jugendstil der Darmstädter Künstlerkolonie und später gegen die modernen Tendenzen in der Architektur der 1920er Jahre.
Das bekannteste Bauwerk Wienkoops ist die Wachenburg bei Weinheim an der Bergstraße. Der Weinheimer Senioren-Convent hatte sich für seine alljährlichen Pfingstkongresse einen Rudelsburg-Ersatz gewünscht. 1907 bis 1913 entstand nach Wienkoops Plänen eine Burg samt Bergfried und Palas im Stil der aula regis einer salischen Kaiserpfalz, für die er 1928 zum Ehrenbürger der Stadt ernannt wurde.
Als Meisterschüler Wienkoops gilt der Architekt Georg Wellhausen.

## Bauten
- 1896: Kurklinik Lien in Bad König
- 1896: Villa Monrepos / Villa Cesarine in Beerfelden-Hetzbach
- 1897: Villa Michael Arzt in Michelstadt, Erbacher Straße 40
- 1903: Landhaus Wienkoop, Eberstadt-Darmstadt[2]
- 1907/1908: Villa Heinrich Arzt in Michelstadt, Erbacher Straße 41
- 1907–1913: Wachenburg bei Weinheim
- 1908–1910: Gebäude der Landesbaugewerkschule Darmstadt, Neckarstraße 3

## Schriften
- Das englische Landhaus: eine Sammlung engl. Hauspläne aus dem Privatbesitz Seiner Majestät des Kaisers. ... für den deutschen Eigenhausbau. Westdeutsche Verlags Gesellschaft, Wiesbaden 1909.
- mit Traugott Hirsch: Die Bauverbandslehre. 4 Bde., Degener, Leipzig, 1907–1909.
- Formenschatz für die Arbeiten des Bauhandwerkers. Degener, Leipzig 1911 (Degener's Leitfäden für Baugewerkschulen, verwandte Lehranstalten und die Fachklassen an Gewerbe- und Fortbildungsschulen;31).
- zahlreiche Artikel, u. a. in der Fachzeitschrift Architektonische Rundschau